# Flying Fifteen

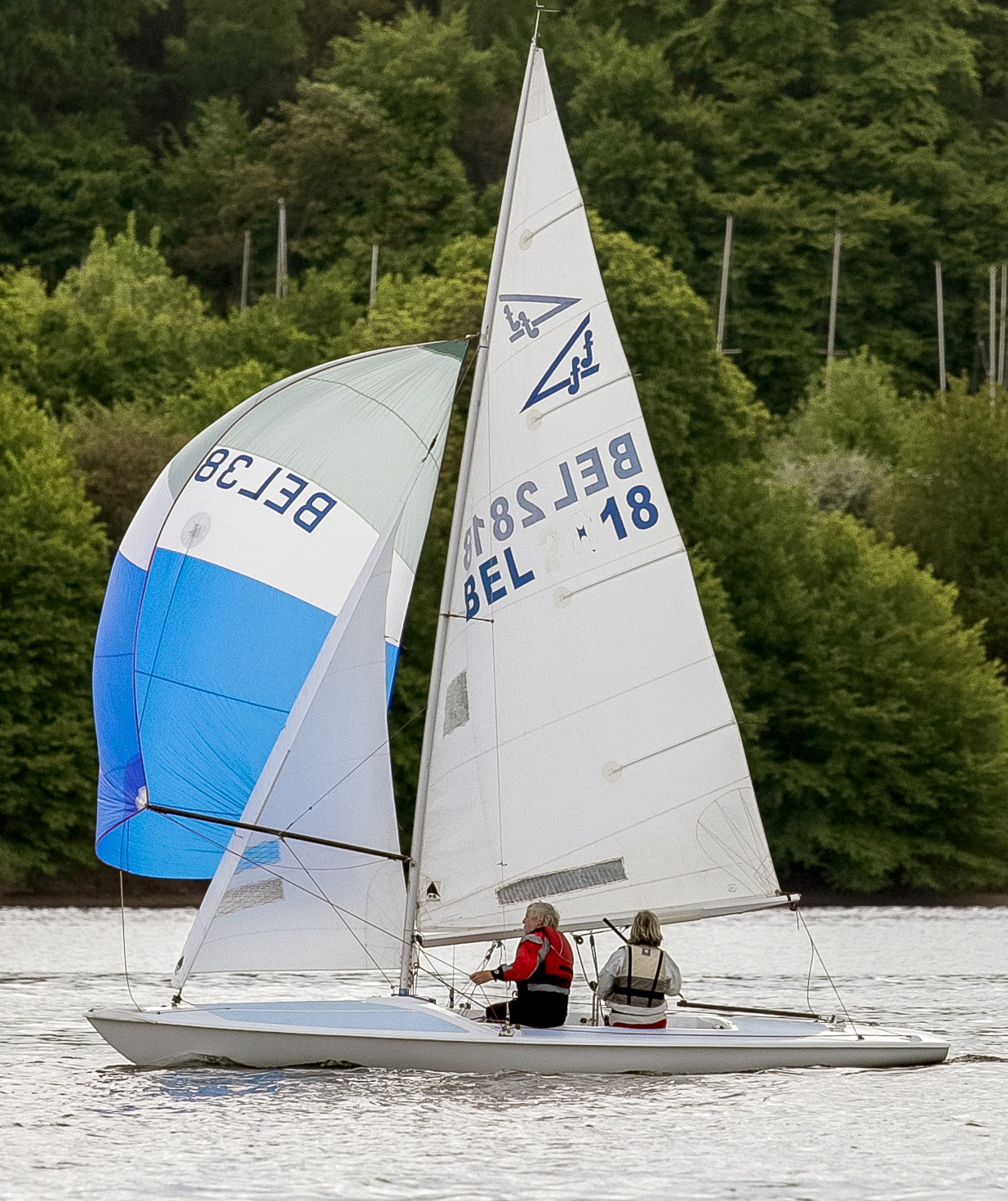
Flying Fifteen in Belgien, 2015

Das Flying Fifteen ist ein 1947 vom britischen Yachtkonstrukteur Uffa Fox entworfenes 20-Fuß-Kielboot für zwei Personen.

## Technische Daten
Die Flying Fifteen hat eine Länge von 6,10 m (über alles) bzw. 4,60 m (Konstruktionswasserlinie). Der Tiefgang beträgt 0,76 m und der Schiffsmast hat eine Höhe von 6,86 m. Das Rumpfgewicht beträgt 136 kg, Ballast und Kiel haben 169 kg. Die Segelfläche beträgt 14 m² zuzüglich nochmals 14 m² für den Spinnaker.

## Verbreitung
Flying Fifteen-Flotten existieren vornehmlich in Großbritannien, Irland, Australien, Neuseeland, Südafrika und Hongkong.

## Geschichte
Die bekannteste Flying Fifteen ist die Coweslip (K192). Sie war ein Hochzeitsgeschenk für Prinz Philip und Königin Elisabeth II. im Jahr 1949. Prinz Philip segelte oft gemeinsam mit Uffa Fox auf Coweslip. Sie hatten zusammen viel Erfolg bei Segelwettbewerben inklusive des Gewinns des Britannia Cup im Jahr 1952. Während der Cowes Week 1962 sank Coweslip fast, als es von einer Windböe getroffen wurde und beide Segler Uffa Fox und Prinz Philip über Bord gingen.  Momentan ist das Boot als Dauerleihgabe im Classic Boat Museum auf der Isle of Wight.